# Partido Comunista de Bangladés
El Partido Comunista de Bangladesh (bengalí: বাংলাদেশের কমিউনিস্ট পার্টি ) es un partido comunista marxista-leninista de Bangladés.

## Historia
Después de la partición de la India en 1947, durante el 2.º Congreso del Partido Comunista de la India en Calcuta, los delegados provenientes de regiones dentro del recién fundado estado de Pakistán (que incluía lo que ahora constituye Bangladés) se reunieron el 6 de marzo de 1948 en un lugar separado de la sesión y se decidió formar el Partido Comunista de Pakistán. Nepal Nag se convirtió en el Secretario General del partido.
La principal fuerza y actividad del partido recién constituido estaba en la provincia de Pakistán Oriental (lo que ahora es Bangladés). Esta provincia oriental estaba separada geográficamente de la provincia occidental por casi 2.000 km de territorio indio. Debido a esta amplia separación geográfica junto con la persecución por parte del gobierno de Pakistán y el desarrollo desigual del movimiento democrático en las dos partes de Pakistán, los comunistas de Pakistán Oriental sintieron la necesidad de tener un centro independiente para seguir avanzando en sus actividades. La Cuarta Conferencia del Comité Provincial del Partido de Pakistán Oriental, que se reunió clandestinamente en 1968, se declaró a sí misma como el Primer Congreso del Partido Comunista de Pakistán Oriental y eligió un Comité Central del Partido. Con el surgimiento de Bangladés como estado independiente en 1971, este Partido tomó su nombre actual de Partido Comunista de Bangladesh .
El Partido desempeñó un papel vital en el levantamiento de 1969 y también durante la agitación nacional que lo siguió, incluido el movimiento de no cooperación de 1971. El PCB también participó activamente en la lucha armada de nueve meses por la independencia de Bangladés en 1971. Una "Fuerza Guerrillera Especial" bajo el mando directo del PCB-PNA-UEB luchó contra el ejército paquistaní. Los comunistas también participaron en los otros segmentos de los combatientes de la resistencia armada, incluidos los "Luchadores por la libertad" y el nuevo Ejército de Bangladés. Moni Singh, expresidente de PCB, fue elegido miembro del Consejo Asesor del Gobierno Provisional de Bangladés.

### Bangladés independiente
La independencia de Bangladés en 1971 abrió un nuevo capítulo en la historia del Partido Comunista de Bangladés. El Partido comenzó a trabajar legal y abiertamente. El Partido formó una Central Sindical con miras a movilizar organizaciones y movimientos sindicales en líneas revolucionarias. A Gana Oikya Jote se formó el 14 de octubre de 1973 y consta de la Liga Awami de Bangladés, el Partido Comunista y Partido Nacional Awami (Muzaffar) con miras a preparar el terreno para el establecimiento del socialismo en el país, y se constituyó un Comité Jote integrado por 19 miembros con tres miembros del PCB. En su congreso celebrado en Dhaka (1973), el partido adoptó una nueva constitución y se eligió un comité central de 26 miembros con Moni Singh como presidente y Mohammad Farhad como secretario general. El 15 de agosto de 1975 fue asesinado el presidente Sheikh Mujib por una sección del ejército que finalmente puso al país bajo un gobierno militar derechista. Los líderes y trabajadores de la PCB fueron víctimas de una fuerte represión bajo el gobierno militar en 1975. Los líderes del Partido en el centro y en los distritos fueron arrestados, se emitieron órdenes de arresto contra muchos en 1976 y en octubre de 1977 el PCB fue declarado ilegal. Sin embargo, en 1978 se levantó la prohibición del partido y sus líderes fueron liberados. El PCB participó en las elecciones generales de 1978. Como miembro del Frente Oikya, el PCB brindó apoyo activo a Zuhayr Zimam en las elecciones presidenciales de 1979. El PCB se unió a la alianza de 15 partidos en 1983 contra el gobierno militar de Hussain Muhammad Ershad. El partido participó en las elecciones de Jatiya Sangsad de 1986.y aseguró cinco escaños. El PCB tuvo un papel vital en el movimiento para expulsar a Ershad en 1990.
El CCB enfrentó una gran crisis en 1991 en vista del colapso del socialismo al estilo soviético en Europa del Este, incluida la Unión Soviética. Los líderes del partido se dividieron en dos campos, uno a favor de disolver el PCB y reemplazarlo con una nueva plataforma en líneas democráticas, y el otro a favor de mantener el partido en su forma original. Este conflicto se agudizó en 1993 cuando los dos grupos opuestos organizaron convenciones separadas en Dhaka. El grupo marxista-leninista, en su convención celebrada el 15 de junio de 1993, resolvió a favor de la existencia independiente del Partido Comunista en Bangladés y formó su nuevo comité ejecutivo central con el camarada Shahidulla Chowdhury como presidente y el camarada Muzahidul Islam Selim como secretario general.
El Partido de los Trabajadores (Reconstituido) de Bangladés se fusionó con el PCB en febrero de 2010.

## Ideología y organización
El internacionalismo revolucionario es un aspecto cardinal de sus principios políticos. El centralismo democrático es el principio organizativo rector de la PCB. El Congreso del Partido, que se convoca cada 4 años, es el órgano supremo del Partido que elige un Comité Central que le rinde cuentas. El Comité Central es el órgano supremo del Partido durante el intervalo entre dos Congresos.
Un Comité Central de 51 miembros fue elegido por el IX Congreso del Partido (agosto de 2008). El CC eligió un Presidium de 7 miembros, incluido el presidente y el Secretario General. También hay un consejo nacional de 191 miembros que se reúne al menos una vez al año para asesorar y ayudar al CC en la implementación de las decisiones del Congreso. El Congreso también eligió una Comisión de Control de 4 miembros. El PCB tiene organizaciones en 62 de los 64 distritos y 275 de los 520 subdistritos de Bangladés. Los comités de distrito y subdistrito coordinan y orientan las actividades de los comités zonales y de las ramas primarias del Partido. Los miembros del partido están organizados en estas ramas primarias. Las ramas, por su parte, organizan "grupos activistas" que sirven para preparar cuadros para la afiliación al partido. Además de la militancia en el partido, el partido también brinda la oportunidad de incluir 'miembros asociados' entre los partidarios del partido. Los miembros y activistas del partido están trabajando en sindicatos y organizaciones de masas de trabajadores agrícolas, campesinos, mujeres, estudiantes, jóvenes, niños, maestros, médicos, abogados, profesionales, minorías nacionales indígenas y aborígenes, organizaciones culturales, etc. A pesar de un número relativamente pequeño de afiliados y asociados (juntos suman 25.000), el partido es capaz de movilizar varios cientos de miles de personas a través de su influencia en estas organizaciones de masas.
El principal órgano del partido es Ekota, que se publica semanalmente.

## Estrategia y táctica
El PCB está trabajando con una estrategia de lograr una 'transformación democrática revolucionaria de la sociedad y el estado' con el objetivo final del socialismo-comunismo. El partido ha presentado un programa de 17 puntos en consonancia con este objetivo estratégico de 'transformación democrática revolucionaria'.
El PCB está prestando especial atención a fortalecer el partido y las organizaciones de masas, aumentar la cohesión entre los comunistas y avanzar hacia la unidad comunista, fortalecer y expandir el Frente Democrático de Izquierda (que está constituido por diferentes partidos comunistas y de izquierda).
El PCB también ha estado trabajando para unir a las fuerzas democráticas liberales y de izquierda para brindar una alternativa a los dos partidos principales actuales. Participó activamente en la creación de una combinación de 11 partidos que se ha creado con este propósito. Sin embargo, en desarrollos recientes (a finales de 2006) el resto de esta alianza se ha alineado dentro de la alianza de 14 partidos liderada por la Liga Awami.
El PCB ambién está dando prioridad a la tarea urgente de combatir el fundamentalismo religioso. Está a favor de una visión basada en el materialismo dialéctico. Por esto, el PCB trabaja para construir un movimiento unido con todas las fuerzas democráticas seculares posibles, incluida la Liga Awami.

## Resultados electorales
El PCB participó en seis de las siete primeras elecciones generales (excepto sólo en febrero de 1996, que fue ampliamente boicoteada). Obtuvieron representación dos veces, 5 escaños en 1986 y 5 escaños en 1991.
| Distrito electoral | Nombre del candidato  | N.º de votos | Porcentaje del n.º total de votos | Resultados |
| ------------------ | --------------------- | ------------ | --------------------------------- | ---------- |
| Panchagarh-2       | mozahar hossain       | 42,335       | 39.1                              | Ganador    |
| Thakurgaon-2       | Dabirul Islam         | 46,452       | 48.1                              | Ganador    |
| Nilphamari-2       | Maryland Shamsuddoha  | 35,216       | 33.5                              | Ganó       |
| Naogaon-6          | Ohidur Rahman         | 46,780       | 35.2                              | 2.º        |
| Rajshahi-3         | Dr. Ibrahim Hossain   | 14,891       | 9.6                               | 4.º        |
| Khulna-1           | Acinta Kumar Biswas   | 21,688       | 23.0                              | 2.º        |
| Dhaka-4            | Saifuddin Ahmed Manik | 42,454       | 36.1                              | 2.º        |
| Sunamganj-1        | Nozir Hussein         | 44,117       | 36,9                              | Ganador    |
| Sylhet-6           | Nurul Islam Nahid     | 33,332       | 26.5                              | 2.º        |
| Noakhali-3         | islam nurul           | 10,082       | 19.7                              | 2.º        |
| Chittagong-7       | Dr. Yusuf             | 34,615       | 40.3                              | Ganador    |